# Cockta
Кокта (Cockta) је словеначко газирано пиће. Седиште компаније Кокта се налази у Словенији, у Љубљани. Власник Кокте је словеначка фирма Колинска. Ово пиће називом и укусом подсећа на Кока-колу, али за разлику од ње не садржи кофеин и ортофосфорну киселину.

## Историја
Ово пиће је настало 1952. године када је Емерик Зелинка помешао плодове шипка, витамин Ц, различито лековито биље и карамелизован шећер. Име „Кокта” је настало из речи „коктел”. Пиће је јавности први пут представљено 8. марта 1953. године у месту Планица. У првој години произведено је око милион литара Кокте. Кокта се пунила у флаше од 0,25 литара. У првих 14 година свог постојања продаја Кокте је расла 25% годишње. Године 1967. произведено је и продато око 80 милиона флаша овог пића. Током две године ово пиће је из Југославије извожено у Холандију. Крајем 1960-их година због доласка страних пића на југословенско тржиште потражња за Коктом је опала. Кокта се 1975. године по први пут нашла у флашама од једног литра. Почетком 1980-их година Кокта је достигла продају од 37 милиона литара годишње. Средином 1980-их продаја је поново почела да пада. Пад је између осталог проузрокован распадом југословенског тржишта, појавом бројних плагијата у земљама бивше Југославије. Средином 1990-их пуњење Кокте је преузела фирма Словенијавино, те је продаја овог пића поново почела да расте. Године 2000. фирма Колинска је постала нови власник Кокте. Године 2005, је настало ново пиће, слично Кокти — Кокта лајт.